# Jean-Jacques Dony

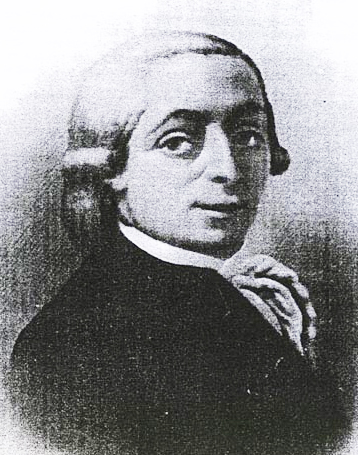
Jean-Jacques Dony

Jean-Jacques Daniel Dony (Luik, 24 februari 1759 –  Bois-l'Évêque, 6 november 1819) was een Zuid-Nederlandse uitvinder en industrieel.
Hij vond een procedé uit voor de industriële productie van volkomen zuiver zink. Hij verkreeg in 1806 van Napoleon het exploitatiemonopolie van de zinkmijnen van Moresnet in de provincie Luik.  Deze mijn bleef in werking tot het einde van de 19e eeuw.
Uit de uitbating van Moresnet ontstond later de machtige vennootschap van de Vieille Montagne, die haar activiteiten tot het buitenland heeft uitgebreid, onder andere in Frankrijk, Duitsland en Zweden (Zinkgruvan).  De activiteiten van de Société de la Vieille Montagne werden in 1989 opgenomen in de groep Union Minière, die sinds 2001 bekendstaat onder de naam Umicore. Umicore heeft later het zinkverwerkende deel doorverkocht aan Nyrstar.
Jean-Jacques Dony stierf in relatieve armoede in 1819. De overnemer van het bedrijf, François-Dominique Mosselman, betaalde een rente aan zijn weduwe en zoon.